# Papirs de Heqanakht

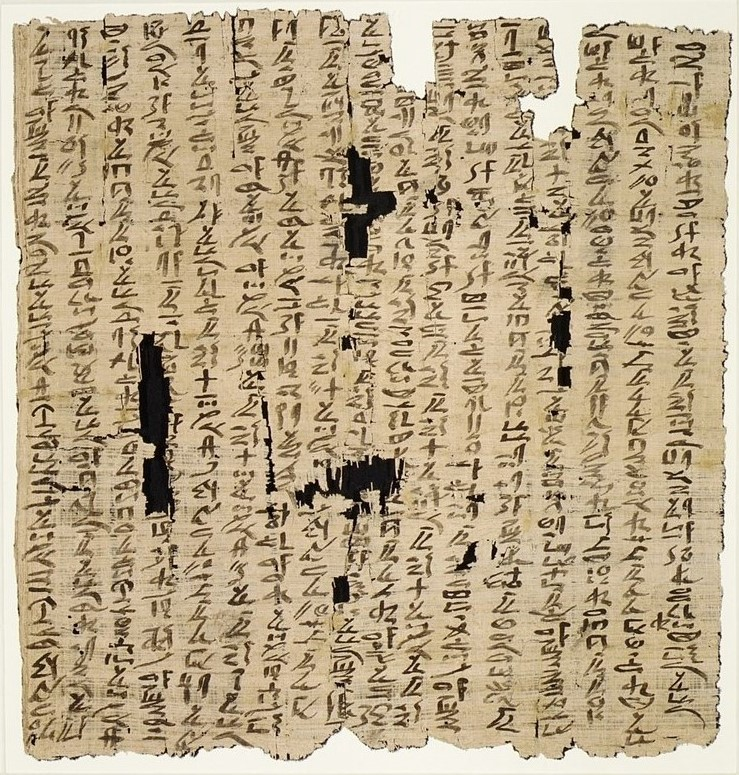
Un dels papirs de Heqanakht (MM 22.3.516), actualment al Museu Metropolità d'Art, Nova York

Els papirs de Heqanakht o cartes de Heqanakht (també a vegades, Hekanakht) són un grup de papirs que daten de la primeria de l'Imperi Mitjà de l'Antic Egipte, i es trobaren a la tomba TT315 d'Ipi. Eren a la cambra funerària d'una tomba subsidiària, la d'un servent anomenat Meseh, que era al costat dret del pati d'aquest complex funerari. Es creu que els papirs es barrejaren accidentalment amb els enderrocs emprats per a formar una rampa per a traslladar el taüt de Meseh a la cambra.(1)
Els papirs contenen cartes i relats escrits per (o en nom de) Heqanakht, un servidor del ka d'Ipi. El mateix Heqanakht es veié obligat a romandre a l'àrea de Tebes (segurament per les seues responsabilitats en la necròpoli), i així escrivia cartes a la seua família, que devia viure a prop de la capital d'Egipte, en aquest moment Faium. Aquestes cartes i relats es degueren perdre i per això ens han pervingut. La importància dels documents rau en una informació estranya i valuosa sobre la vida dels membres comuns de la classe mitjana alta d'Egipte durant aquest període.(1)

## Estudis
Aquests papirs han estat publicats i discutits moltes vegades. Cerny i Baer es van detenir en temes econòmics i socials, relacionats amb la tinença de la terra i la propietat de la terra, les monedes, etc. Silver va estudiar els aspectes macro i micro dels salaris en matèries primeres pagats als treballadors i altres transaccions monetàries de productes bàsics. James, Allen i Wente els traduïren amb comentaris. Aquests materials van permetre comprendre les disputes domèstiques i la gestió de la llar durant aquell temps.(1)

## Significat
En el sistema monetari del moment de l'elaboració dels papirs, la renda i els impostos es pagaven normalment (però no sempre) al faraó en gra. El text informa:
| « | A més, 15 sacs d'ordi estan en possessió de Nenek-su (nnk-sw) a Hut-haa (Hw.t-hAA) i 13 (sacs?) i 5 (faneques?) de malta del Baix Egipte estan en possessió d'Ipi el Jove (jpj-Xrd) a Iusebek (íw-sbk). El que té Ipi (ípí), fill de Neher (nHr) a Sepat-mat (spA.t-mA.t) són 20 (sacs) d'ordi i (en possessió de) el seu germà Desher (dSr) 3 (sacs). En total són 38 (sacs d'ordi i) 13 (sacs) i 5 (faneques?) (de malta del Baix Egipte). Respecte a qualsevol que em done oli com a pagament, em donarà 1 hbn.t-jar per 2 (sacs) de malta del Baix Egipte o per 3 (sacs) d'ordi. | » |

En termes de "diners", Heqanakht calcula els valors en gra (en concret ordi). I pot convertir-ho sense dificultat en valors equivalents a oli, teles o coure. Es pagava amb productes bàsics. Solia valorar l'ordi nou i estava disposat a racionar a la seua família, amb l'esperança d'obtenir guanys (com assenyala Baer). D'altra banda, una vegada superada una escassetat temporal, no considerava el gra particularment valuós: el seu valor d'ús era nul quan la família estava alimentada i el seu valor de canvi no existia quan la seua família necessitava alimentar-se. Per exemple:(2)
| « | Registre dels ingressos de la llar: Ipi (ípí) i la seua serventa 8 (heqat), Hetepet (Htp.t) i la seua serventa 8 (heqat), Najt (nxt), el fill d'Heti (Ht) amb els seus servents, 8 (heqat), Merisu (mr.sw) i els seus servents 8 (heqat), Sahathor (zA-Hwt-Hr) 8 (heqat), Sanebnut (ZA-nb-n'.t) 7 (heqat), Anpu (ínp) 4 (heqat), Snefru (snfr.w) 4 (heqat), Sa-inut (zA-jnw.t) 4 (heqat), Mai-sa-hetepet (may-zA-Htp.t) 5 (heqat), Nofret (nfr.t) 3½ (heqat), Satwerut (zA.t-wr.wt) (?) 2 (heqat): Total 79½ (heqat). | » |

Els papirs també són importants per a l'estudi del pensament econòmic antic, la comptabilitat, la història de les fraccions egípcies i la multiplicació i divisió egípcies. Les tauletes de fusta Akhmim, el rotlle de pell de matemàtica egípcia, la tauleta 2/n del papir matemàtic Rhind, el papir de Rhind, el papir Ebers i altres texts matemàtics registraren els totals de fraccions egípcies observades. Els totals s'escrivien en quocients i unitats de resta amb i sense escala. Un metacontext del sistema de pesos i mesures de l'Imperi Mitjà hauria apoderat un dels primers sistemes monetaris de l'Antic Pròxim Orient. L'economia egípcia podia comprovar dues vegades els seus elements de gestió amb la comptabilitat de partida doble i unitats de pesos i mesures teòriques.(2)